# Melliniella
Melliniella là một chi thực vật có hoa thuộc họ Fabaceae, phân họ Faboideae.